# Tinctures in Time (Community Music, Vol. 1)
Tinctures in Time (Community Music, Vol. 1) ist ein Jazzalbum von Steven Bernstein’s Millennial Territory Orchestra (MTO). Die 2020 entstandenen Aufnahmen erschienen im August 2021 auf dem Label Royal Potato Family.

## Hintergrund
Der Trompeter und Arrangeur Steven Bernstein gründete um 2000 das Millennial Territory Orchestra, ursprünglich mit einem Repertoireschwerpunkt auf der Musik der 1920er- und 30er-Jahre. Die Öffnung hinsichtlich des Repertoires habe sich seitdem beträchtlich erweitert, notierte Nate Chinen; so produzierte er mit seinem Ensemble eine Hommage an die Band Sly and the Family Stone. Unter dem Banner von Community Music legte er die erste Folge mit Tinctures in Times vor.
Tinctures in Time, Volume 1 ist eine lose Folge von Steven Bernsteins Eigenkompositionen, die der Trompeter, Bandleader und Arrangeur für das MTO geschrieben hat, das von Anfang an ausschließlich ein Vehikel für seine Arrangements anderer war, darunter Volkslieder sowie Stücke von Count Basie bis Prince. Der Großteil des Albums wurde 2019 komponiert, das ein schwieriges Jahr für Bernstein war: sein Freund und musikalischer Mentor Henry Butler war kurz zuvor gestorben, und es gab schwere Verletzungen und Todesfälle in seiner engsten Familie. Seine Mutter starb; die COVID-19-Pandemie in den Vereinigten Staaten brachte den Tod vieler brillanter Menschen in der Musikindustrie, darunter Bernsteins Freund, des Produzenten Hal Willner. „Ich habe viel Zeit in Flugzeugen verbracht, um Leute in Krankenhäusern zu besuchen“, sagt er. „Also, was soll ich sonst mit meiner Zeit anfangen?“ Bernstein erhielt in dieser Zeit auch ein Stipendium der Shifting Foundation, was ihm dann die Möglichkeit gab, so viel wie möglich von seiner Musik in schriftliche Form zu bringen.
Anfang 2020 versammelte Bernstein das MTO und Henry Butlers Begleitband The Hot 9, um nicht nur ein, sondern vier neue Alben von dem, was er Community Music nennt, zu proben und aufzunehmen. Dies tat er mit einem All-Star-Line-up von Musikern, mit denen er z. T. schon lange gearbeitet hatte; dazu gehören der Posaunist Curtis Fowlkes, Bassist Ben Allison, Klarinettist Doug Wieselman, Geiger Charles Burnham, Schlagzeuger Ben Perowsky, Gitarrist-Banjoist Matt Munisteri und die Saxophonisten Peter Apfelbaum und Eric Lawrence.
„Die Tinktur der Zeit“ ist eine Redewendung von Bernsteins Vater, einem Arzt, um auszudrücken, wenn es nichts zu tun gibt, außer darauf zu warten, dass etwas heilt; die Bedeutung der Zeit als Heiler für Bernstein selbst ist damit ausgedrückt. Er veränderte die Phrase so, dass sie einen kleinen Bezug zu seinem Lieblingssong von Sly Stone herstellte. Und „Tinkturen“, sagt Bernstein, bezieht sich auch auf „Dinge, die Menschen nehmen, um Gefühle der Euphorie zu erzeugen“. Deshalb nennt er das „Cannabis-Musik“.

## Titelliste

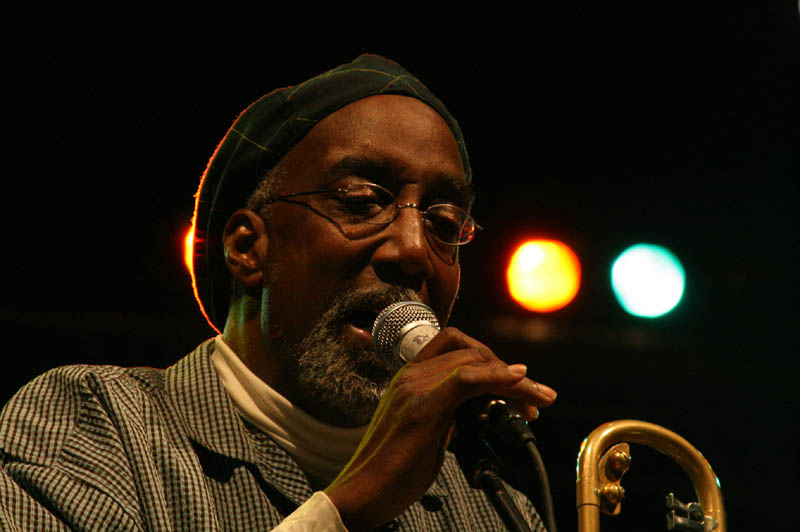
Curtis Fowlkes 2007 (Foto: Bogdan Dimitriu)

- Steven Bernstein: Tinctures in Time (Community Music, Vol.1)

1. Planet B 4:46
2. Quart Of Relativity 5:04
3. Angels 3:43
4. Show Me Your Myth 5:12
5. High Light 5:32
6. The Gift 6:18
7. Satori Slapdown 5:43
8. Angels Too 2:18

Die Kompositionen stammen von Steven Bernstein.

## Rezeption
Dave Sumner schrieb in Bandcamp Daily, eine ausgefeilte Lyrik und ein Maß an Unvorhersehbarkeit sei gewöhnlich nichts, was zu geradliniger Musik führt. Fast ausnahmslos liefere das Millennial Territory Orchestra seinen Sound jedoch mit der einladenden Umarmung der Popmusik, dem fröhlichen Blues einer traditionellen New Orleans-Frontline und dem packenden rhythmischen Dialog der modernen Post-Bop-Szene. Bernstein (und wirklich das gesamte MTO) habe seine Karriere intensiv in der Beschäftigung mit der Vergangenheit des Jazz verbracht und seine Wurzeln fest im Griff, während er völlig neue Musikgärten pflanze.

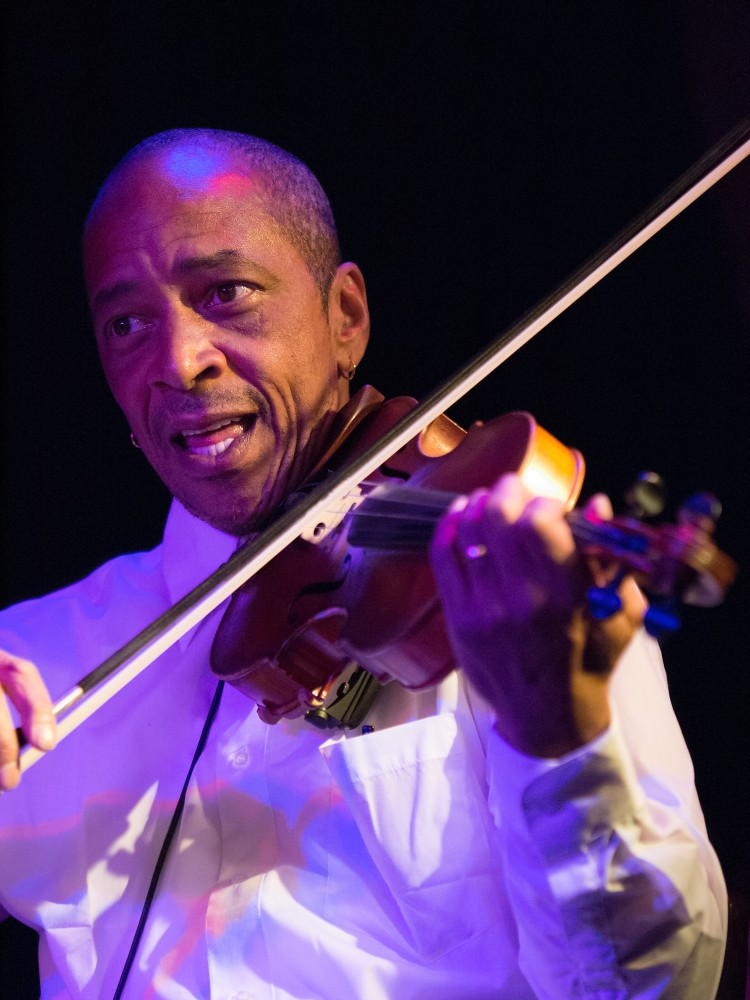
Charles Burnham bei einem Auftritt mit James Blood Ulmer Black Rock Experience in der Münchner Unterfahrt (2013)

Nach Ansicht von Nate Chinen (WBGO) ist „High Light“ ein echtes Highlight des Albums, durch die Machenschaften von Matt Munisteris westafrikanisch inspirierter Gitarrenarbeit und die Kraft von Charlie Burnhams Wah-Wah-verzerrter Geige. Diese Musik groove auf mehreren Ebenen.
John Garratt schrieb in Spectrum Culture, wenn man bedenkt, dass Themen wie Leben, Tod und das bleibende Vermächtnis im Kopf des Komponisten eine große Rolle spielten, sei Tinctures in Time (Community Music, Vol. 1) ein ziemlich unterhaltsamer Hörgenuss. Mit „Community“ habe sich Bernstein auf das starke Gefühl der musikalischen Telepathie bezogen, das er mit seiner Band verspüre. Diese Stücke wurden im Handumdrehen aufgenommen, aber sie alle würden dieses Easy-do-it-Gefühl ausdrücken.
Der vorherrschende Sinn für Verspieltheit sei ansteckend, und selbst während dieser Zwischenspiele, die eine eher intellektuelle Verbindung auslösen, weichen die Dinge nie von einer bleibenden Freude ab.